# آیسفت

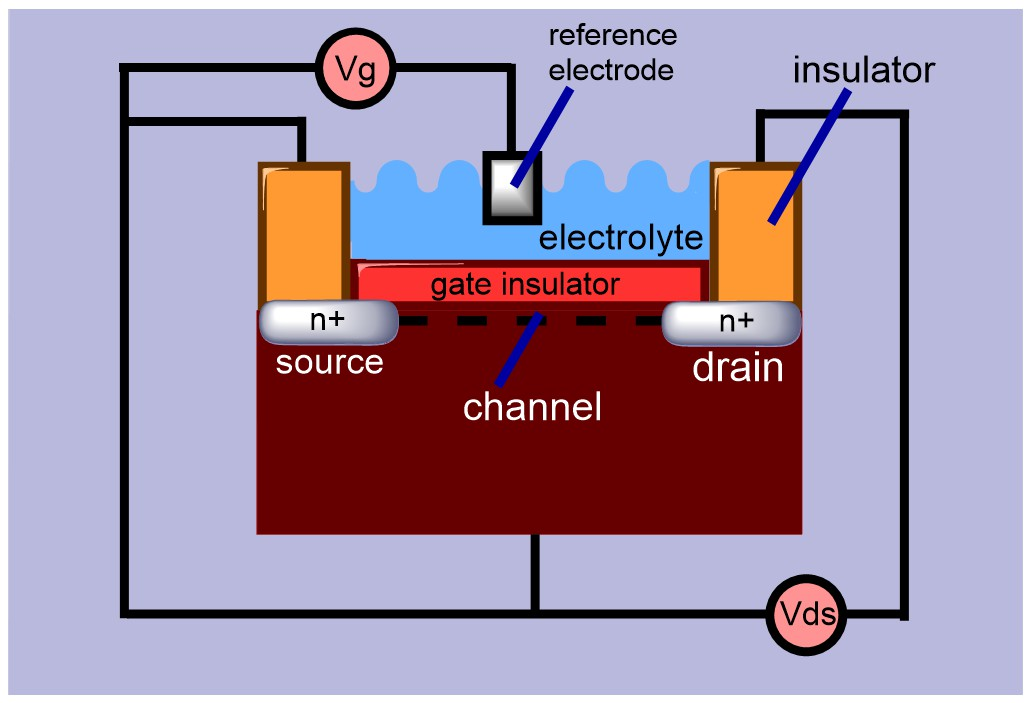
آیسفت

آیسفت یا ترانزیستور اثر میدانی حساس به یون، برای سنجش تراکم یونی یک محلول بکار می‌رود، به طوری که وقتی تراکم یونی تغییر کند، جریان ترانزیستور نیز تغییر می‌کند در اینجا، محلول به عنوان الکترود دروازه بکار می‌رود. یک جریان بین زیرلایه و سطح اکسید تحریک می‌شود که به دلیل غلاف یونی می‌باشد. این نوع خاصی از ماسفت است. و همان ساختمان اساسی را دارد، اما در آن دروازه فلزی با غشای حساس به یون، الکترولیت محلول و الکترود مبنای جایگزین شده است.
این دستگاه که در ۱۹۷۰ اختراع شد، اولین ترانزیستور اثر میدانی حسگر زیستی بود.